# Nectomys
Nectomys là một chi động vật có vú trong họ Cricetidae, bộ Gặm nhấm. Chi này được Peters miêu tả năm 1860. Loài điển hình của chi này là Mus squamipes Brants, 1827.

## Các loài
Chi này gồm các loài: